# Alžírská ženská házenkářská reprezentace
Alžírská házenkářská reprezentace žen reprezentuje Alžírsko na mezinárodních házenkářských akcích, jako je mistrovství světa.

## Mistrovství světa
| Rok/pořádající země        | Účast                                 |
| -------------------------- | ------------------------------------- |
| MS 1957 Jugoslávie         | Ne                                    |
| MS 1962 Rumunsko           | Ne                                    |
| MS 1965 Německo            | Ne                                    |
| MS 1968 SSSR               | Zrušeno kvůli sovětské invazi do ČSSR |
| MS 1971 Nizozemsko         | Ne                                    |
| MS 1973 Jugoslávie         | Ne                                    |
| MS 1975 SSSR               | Ne                                    |
| MS 1978 ČSSR               | 12. místo                             |
| MS 1982 Maďarsko           | Ne                                    |
| MS 1986 Nizozemsko         | Ne                                    |
| MS 1990 Korea              | Ne                                    |
| MS 1993 Norsko             | Ne                                    |
| MS 1995 Rakousko, Maďarsko | Ne                                    |
| MS 1997 Německo            | 19. místo                             |
| MS 1999 Norsko, Dánsko     | Ne                                    |
| MS 2001 Itálie             | Ne                                    |
| MS 2003 Chorvatsko         | Ne                                    |
| MS 2005 Rusko              | Ne                                    |
| MS 2007 Francie            | Ne                                    |
| MS 2009 Čína               | Ne                                    |
| MS 2011 Brazílie           | Ne                                    |
| MS 2013 Srbsko             | 22. místo                             |
| MS 2015 Dánsko             | Ne                                    |
| MS 2017 Německo            | Ne                                    |
| MS 2019 Japonsko           | Ne                                    |
| MS 2021 Španělsko          |                                       |
| Celkem                     | Účast – 3× · – 0× · – 0× · – 0×       |

## Olympijské hry
| Rok/pořádající země     | Účast                           |
| ----------------------- | ------------------------------- |
| LOH 1976 Montreal       | Ne                              |
| LOH 1980 Moskva         | Ne                              |
| LOH 1984 Los Angeles    | Ne                              |
| LOH 1988 Soul           | Ne                              |
| LOH 1992 Barcelona      | Ne                              |
| LOH 1996 Atlanta        | Ne                              |
| LOH 2000 Sydney         | Ne                              |
| LOH 2004 Athény         | Ne                              |
| LOH 2008 Peking         | Ne                              |
| LOH 2012 Londýn         | Ne                              |
| LOH 2016 Rio de Janeiro | Ne                              |
| LOH 2020 Tokio          |                                 |
| Celkem                  | Účast – 0× · – 0× · – 0× · – 0× |